# Pelmatoplana graffi
Pelmatoplana graffi is een platworm (Platyhelminthes). De worm is tweeslachtig. De soort leeft in of nabij zoet water.
Het geslacht Pelmatoplana, waarin de platworm wordt geplaatst, wordt tot de familie Geoplanidae gerekend. De wetenschappelijke naam van de soort werd voor het eerst geldig gepubliceerd in 1914 door de Zwitserse parasitoloog Otto Fuhrmann. Het is een van de nieuwe soorten die hij verzamelde op zijn expeditie samen met Eugène Mayor naar Colombia in 1910. Ze vonden vele exemplaren in de koffieplantage Cafetal la Camelia nabij Angelópolis en in Guaca.
Het dier verbergt zich onder stenen en tegels. Het heeft 10 tot 16 ogen aan elke zijde van de kop. Het lichaam heeft een vrijwel cilindrische vorm met een constante doorsnede van maximaal 2 mm over de hele lengte, die tot 70 mm bedraagt.